# Beñat Etxebarria
Beñat Etxebarria Urkiaga (Yurre, 19 de fevereiro de 1987) é um futebolista profissional espanhol que atua como meia pelo Macarthur FC.

## Clubes
Iniciou a carreira no Baskonia e transferindo-se Athletic Bilbao. Entre 2010 e 2013 defendeu o Real Betis. Em junho de 2013 retornou ao Athletic Bilbao.

## Seleção Espanhola
Estreou na Seleção Espanhola em 26 de maio de 2012 num amistoso vencido contra a Sérvia.

## Títulos
Athletic Bilbao
- Supercopa da Espanha: 2015